# Alexej Mittendorf
Alexej Mittendorf (* 14. Dezember 1980) ist ein ehemaliger deutscher Footballspieler.

## Laufbahn
Mittendorf spielte ab 1996 für die Düsseldorf Panther in der höchsten deutschen Spielklasse GFL. Zwischenzeitlich war er mit den Panthern in der zweiten Liga. Der 1,90 Meter messende Tight End spielte im Jahr 2006 zusätzlich für Rhein Fire in der NFL Europe.
Als Mitglied der deutschen Nationalmannschaft wurde er 2005 Sieger der World Games 2005 und 2010 Europameister. Bei der EM 2005 gewann er mit der Auswahlmannschaft Silber und wurde bei den Weltmeisterschaften 2003 und 2007 jeweils Dritter.
Nach der Saison 2011 beendete Mittendorf, der an der Bergischen Universität Wuppertal ein Lehramtsstudium in den Fächern Sport und Pädagogik verrichtete, seine Spielerkarriere.